# Proclamación del Reino de Italia
La proclamación del Reino de Italia (1861-1946) se produjo con una ley del Reino de Cerdeña en manos de la Casa de Saboya: la ley de 17 de marzo de 1861, número 4761, mediante la cual el rey Víctor Manuel II asumió el título de Rey de Italia.  El 17 de marzo se conmemora anualmente el aniversario de la unificación de Italia, fiesta nacional instaurada en 1911 con motivo del 50.º aniversario, y celebrada también, en la era republicana, en 1961 y 2011. El rey fue aclamado luego por todas las provincias y regiones de Italia. La monarquía italiana estuvo en vigor apenas 85 años, pues a la caída de Mussolini Italia votó la continuidad o no de la Monarquía. La derrota monárquica conllevó la proclamación de la República de Italia en 1946. 

## Historia

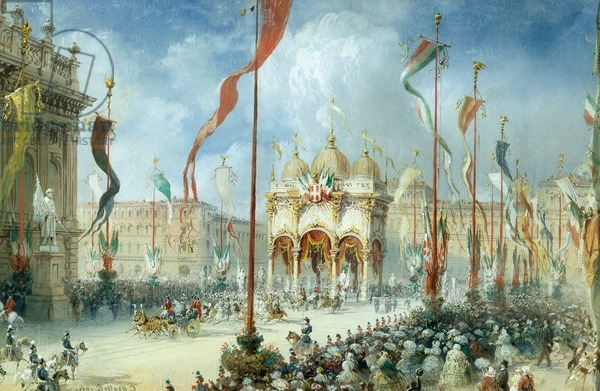
Carlo Bossoli : la procesión real en la inauguración del Parlamento del Reino de Italia

Tras la segunda guerra de Independencia italiana y la Expedición de los Mil, encabezada por Giuseppe Garibaldi, en el bienio 1859-1860, el objetivo de la unificación de Italia se había logrado en gran medida, con la única excepción del Triveneto y el Lacio. La anexión al Reino de Cerdeña de las distintas provincias había sido sancionada por una serie de referendos. Sin embargo, el nuevo estado todavía llevaba el nombre de Reino de Cerdeña.
El 18 de febrero de 1861, el nuevo Parlamento, ya denominado como Parlamento italiano, se reunió en Turín, en el Palacio Carignano, el mismo que había albergado el Parlamento del Reino de Cerdeña. Aunque estaba numerado como VIIIª legislatura, continuando así la numeración anterior del Parlamento. La Cámara de Diputados del Reino de Italia también incluía a parlamentarios elegidos en las "nuevas provincias", mientras que el Senado del Reino de Italia, no elegido sino designado por el rey, se había integrado con nombramientos de senadores de diferentes partes de Italia.
La inauguración de la nueva legislatura se llevó a cabo con un discurso de la Corona pronunciado por el Rey. En la respuesta votada el 26 de febrero, el Senado habló explícitamente de un nuevo ámbito. La Cámara de los Diputados en el discurso de respuesta a Víctor Manuel II de Saboya, escrito por Giuseppe Ferrari y fechado el 13 de marzo de 1861, ya declaraba que:

The suffrages of a whole people place the crown of Italy on your head blessed by Providence

Inmediatamente después del inicio de la legislatura, el 21 de febrero, el entonces primer ministro Camillo Benso, conde de Cavour, presentó al Senado un proyecto de ley, compuesto por un artículo único, para formalizar el nuevo nombre del Rey.  Se convirtió en ley el 17 de marzo de 1861, con la publicación en el Diario Oficial del Reino de Italia núm. 67.  El 17 de marzo se conmemora anualmente el aniversario de la unificación de Italia, fiesta nacional establecida en 1911 con motivo del 50° aniversario.

## La Ley
El real decreto decía:

Art. 1. King Victor Emmanuel II assumes for himself and for his successors the title of King of Italy

En el Informe Cavour recordó que

Parliament, on the solemn day of the royal session, with the enthusiasm of gratitude and affection, hailed Victor Emmanuel II, King of Italy.

Sin embargo, en el texto aprobado por el Senado también aparece un segundo artículo sobre la cuestión del título de los actos legislativos. Por lo tanto se estableció que:

Art. 2. The acts of the Government and any other act which must be titled in the name of the King will be headed with the following formula: (In the name of the King) By the Grace of God and the will of the Nation KING OF ITALY

El rey Víctor Manuel de Saboya siguió siendo "segundo", no "primero", como signo de la continuidad de la dinastía de la Casa de Saboya que había logrado la unificación italiana  y de la continuidad del Estatuto Albertino .

## Citas
1. ↑  Regno di Sardegna, Regno d'Italia, Repubblica Italiana
2. ↑  Carlo Belviglieri Storia d'Italia dal 1814 al 1866 vol 5 e 6 p.289
3. ↑  «Gazzetta n. 67 del 17 marzo 1861». Archivado desde el original el 31 de octubre de 2016. Consultado el 1 de octubre de 2019.
4. ↑  Alfredo Oriani, La lotta politica in Italia 1892 in Tommaso Detti, Giovanni Gozzini, Ottocento, Pearson Paravia Bruno Mondadadori, 2000, p.184